# 喀拉喀什镇
喀拉喀什镇（維吾爾語： قاراقاش‎，拉丁维文：Qaraqax，即「黑玉」之意，即「鐵匠」之意），是中华人民共和国新疆维吾尔自治区和田地區墨玉县下辖的一个乡镇级行政单位。

## 行政区划
喀拉喀什镇下辖以下地区：
其尼巴格社区、奥依巴格社区、阔纳协海尔社区、博斯坦社区、依甫巴扎社区、英协海尔社区、斯孜社区、库木鲁克社区、古则社区、阿勒吞其村、巴什阿特巴什村、阿热巴格村、阿亚克阿特巴什村、喀拉巴格村、托万喀拉巴格村、兰干村、乔如克拉村、都先拜巴扎村、喀帕克拉村、喀亚什村、喀赞村、克日米其村、库墩村、阔纳协海尔村、乌依巴格村、其曼巴格村、斯孜村、塔那依贝希村、托万喀帕克拉村、托万艾日克村和英协海尔村。